# Uttar Krishnapur Part-I
Uttar Krishnapur Part-I is een census town in het district Cachar van de Indiase staat Assam. 

## Demografie
Volgens de Indiase volkstelling van 2001 wonen er 5129 mensen in Uttar Krishnapur Part-I, waarvan 52% mannelijk en 48% vrouwelijk is. De plaats heeft een alfabetiseringsgraad van 64%. 